# Чекун Домініка Никифорівна
Домініка Никифорівна Чекун (нар. 15 серпня 1936, Старі Коні, Зарічненський район) — поліська співачка, одна із останніх носіїв автентичних пісень Західного  Полісся, володіє складною старовинною технікою співу.

## Біографія
Народилася Домініка Чекун в селі Старі Коні Зарічненського району на Рівненщині. Зараз село входить до смт. Зарічне. Навчилася співати від матері й бабусі. Пам'ятає і співає більше 150 пісень.
Член фольклорного гурту «Старі Коні».

## Творчість
У 2018 році вокал Домініки Чекун став складовою нового кліпу українського гурту «ТНМК» до пісні «Янголи». У відео були використані «фольклорні образи як у музичній, так і в візуальній складовій».
До Домініки приїжджають, щоб навчитися пісень. Мисткиня «щедро ділиться своїм талантом із слухачами, а з охочими — і майстерністю співати складні поліські пісні». Наприклад, влітку 2019 року до неї вперше приїхав львівський гурт «Курбаси». А вже восени того ж року співачка вперше виступила з концертом у Львові. Під час її перебування у Львові курбасівці записали альбом з її унікальним співом і презентували його публіці. До 48 пісень був доданий збірник нот і текстів. Крім того, на презентації диску співачка дала майстер-клас поліських колядок.
У жовтні 2020 року 85-річна Домініка Чекун стала особливою гостею концерту в рамках проєкту «Ковчег Україна: музика» режисера-постановника Андрія Водичева, під диригуванням Оксани Линів.

### Виступи за кордоном
24 листопада 2018 року унікальний голос 82-річної Домініки Чекун пролунав у соборі святого Володимира Великого у Парижі. Концерт відбувся у межах міжнародного проєкту «Поліфонія», на якому представниця рівненського фольклору представила автентику Полісся та свій унікальний вокал.
Пісні Домініки Чекун є в аудіоколекції світової спадщини традиційної музики ЮНЕСКО.

## Нагороди
- Премія за збереження та охорону нематеріальної культурної спадщини України (2017)[9][10]
- Орден Княгині Ольги ІІІ ступеня (2020)[11][12]